# Patricio Cirilo Echeverría Elorza
Patricio Cirilo Echeverría Elorza (Legazpia 1882 - 1972) fue un empresario y filántropo español que desarrolló una intensa actividad industrial en Guipúzcoa especialmente en el campo siderometalúrgico a lo largo del siglo XX.
Era de origen humilde y con una formación autodidacta levantó, prácticamente desde la nada, una gran empresa que ocupaba a 3400 trabajadores en 1972.
En la década de 1920 empezó a utilizar una marca comercial para sus productos, que la registró con el nombre de "Bellota".
En el aspecto social, su labor como benefactor y filántropo fue ingente en materias educativas, sanitarias y culturales especialmente en su pueblo natal.
Siendo su carácter tímido, no mostró nunca interés por participar en los diferentes círculos empresariales y políticos guipuzcoanos.

## Biografía
Creció en un ambiente familiar vinculado a la fabricación de papel regentado por su tío Patricio Elorza Olaberría, y llegada su juventud se incorporó a la principal empresa industrial de la zona, Vergarajauregui, Rezusta y Cía de Mondragón.

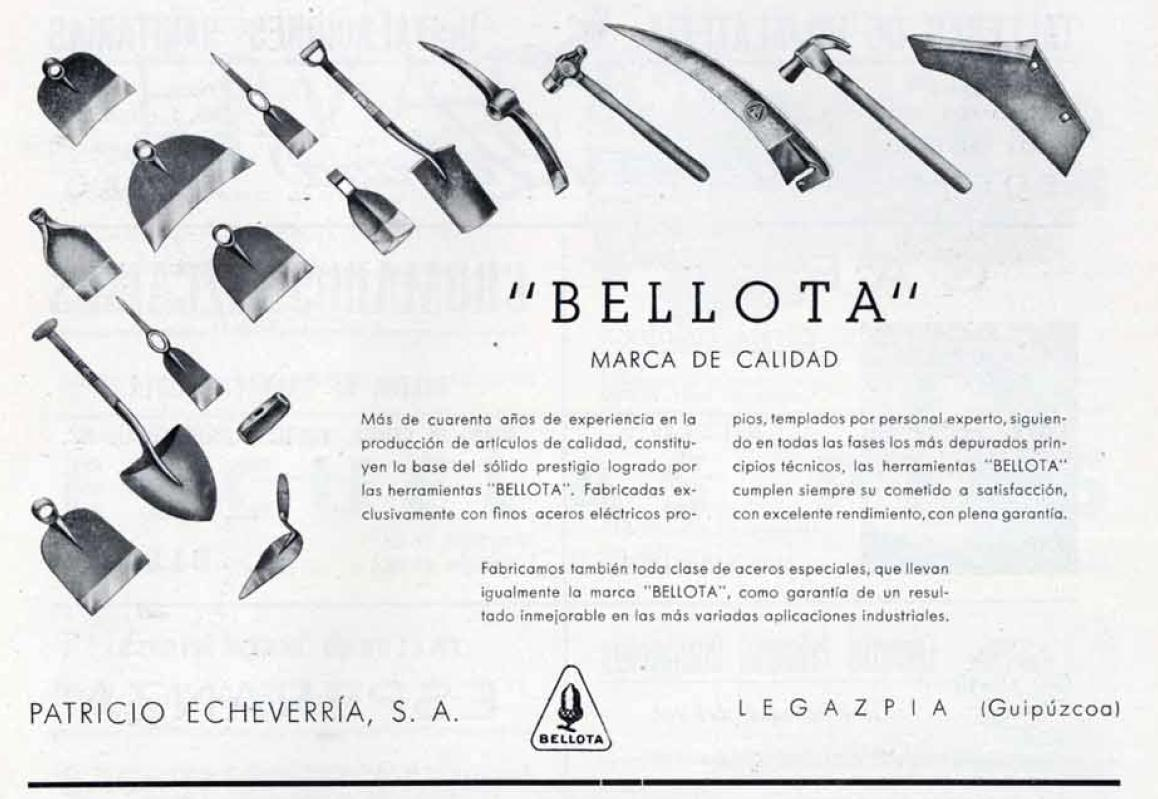
Bellota

En 1907 se asoció con el hacendado Pedro Regalado Segura y otros dos socios para crear la firma Segura, Echeverría y Cía. En 1908 en el negocio participaban once trabajadores en la fabricación de diferentes tipos de herramienta manual —azadas, horquillas, rastrillos, raederas, mazas y picos— con destino a la agricultura, minería y construcción.
En 1919 los socios decidieron desligarse del negocio y venderle sus participaciones.
Desde un inicio sus tres principales prioridades fueron la calidad, el prestigio de la marca —Bellota— en sus herramientas y su presencia al pie de los talleres. Esta preocupación por mantener la calidad le llevó a construir su propia acería. En 1931 puso en funcionamiento su primer horno eléctrico, consiguiendo integrar verticalmente todo el proceso de la fabricación de la herramienta manual.
En vísperas de la guerra civil española su fábrica alcanzó una producción de seis mil toneladas de acero eléctrico.  Los aceros especiales se habían convertido en una codiciada materia prima en la fabricación de nuevos productos y bienes de equipo.
A lo largo de su trayectoria patentó varios productos que comercializó como su rastrillo en chapa de acero, con ojo caldeado, y una azada de características similares. Su patente puede considerarse como importante en el desarrollo de la moderna fabricación de herramientas manuales, en la que se subraya la importancia de la estampación y el posterior mecanizado. También fueron importantes sus otras patentes: pulidora (1931), sierra de disco (1933), prensa excéntrica de doble columna (1933), prensa mecánica de cuello de cisne (1934) y dobladora de mangos manual (1936).
Entre 1941 y 1960 formó parte del Consejo de Administración del Banco Guipuzcoano y de la empresa Unión Cerrajera (1946-1970). 
Hasta el final de sus días, continuó Patricio fomentando la innovación como garantía de calidad y supervivencia, e intentando potenciar un modelo empresarial en el que basándose en la atención humana, se lograse el progreso industrial y social.
Su labor como benefactor y filántropo fue ingente. Las siguientes palabras de la historiadora Elena Legorburu [en su libro, La labranza del hierro en el País Vasco: hornos, ruedas y otros ingenios (2000), p. 204],  resumen, cabalmente, su verdadera dimensión:
D. Patricio encarna el prototipo por excelencia del patrono guipuzcoano tanto por sus orígenes como por su carrera e inquietudes humanas. Su figura es modélica por cuanto se le considera depositario de los rasgos que definen la peculiaridad industrial de Gipuzkoa.[...] Mostró tempranas inquietudes por garantizar una cobertura asistencial a la masa asalariada en una fechas en las cuales el Estado no se hallaba en condiciones de asegurar. La empresa asumió responsabilidades educativas, sanitarias, culturales, de vivienda,...de las que fueron beneficiados sus empleados y la población de Legazpi en general, esculpiendo con su sesgo la fisonomía urbana y sociológica de la Villa".
El trabajo y la familia ocuparon su espacio vital lo que hizo que no participara en los diferentes círculos empresariales o políticos que vivió a lo largo de su vida aunque sí colaboró con otros emprendedores de la época como Victorio Luzuriaga o José María Aguirre Gonzalo.
Sus labores de mecenazgo y filantropía fueron muy numerosos destacando el Hospital de Santa Cruz para ancianos y enfermos, dos escuelas de educación básica: Atzain Ona (construida para albergar a 350 niños, por los salesianos) y Santa Teresa (para 310 niñas, por las carmelitas).
También fue un destacado benefactor del Santuario de Aranzazu y en su fábrica de Legazpia se realizó la conocida obra de arte El peine del viento, obra de Eduardo Chillida(1968-1976) , situada en San Sebastián.
El premio más importante que recibió fue el reconocimiento de la población por su trabajo que repercutió positivamente en la sociedad. Otros distinciones fueron la calle que le dedicó su pueblo natal y en 1958 fue nombrado conde de Legazpia.